# The Tears
The Tears (Слёзы) — британская рок-группа, созданная Бреттом Андерсоном и Бернардом Батлером (бывшими участниками группы Suede) в 2004 году. Свой первый концерт группа сыграла в Оксфорде в декабре 2004 года. Первым синглом была выбрана песня «Refugees» (релиз — 25 апреля 2005 года). Дебютный альбом «Here Come The Tears» вышел 6 июня 2005 года. Второй сингл «Lovers» вышел через три недели после альбома (27 июня 2005 года).
Хотя оба сингла и альбом вошли в Top 25 в Великобритании, повторить успех Suede группе не удалось. Гастроли по Европе в конце 2005 года были отменены. Официальный сайт «The Tears» был закрыт 29 августа 2006 года.
Новый сингл Бернарда Батлера и Дэвида Макалмонта «Speed» вышел в августе 2006 года.
В 2007 году Бретт Андерсон записал сольный альбом, который вышел 26 марта.

## Дискография

### Альбом
- Here Come The Tears — 6 июня 2005 года

### Синглы
- Refugees — 25 апреля 2005 года
- Lovers — 27 июня 2005 года